# Гул
Гул (словац. Hul) — село, громада округу Нове Замки, Нітранський край. Кадастрова площа громади — 12.68 км².
Населення 1197 осіб (станом на 31 грудня 2019 року).

## Історія
Гул згадується 1290 року.

## Населення
| Рік:            | 1994. | 2004.   | 2014.   | 2024.   |
| --------------- | ----- | ------- | ------- | ------- |
| Кількість осіб: | 1237  | 1231    | 1205    | 1212    |
| Різниця:        |       | -0,48 % | -2,11 % | +0,58 % |

| Рік:            | 2023. | 2024.   |
| --------------- | ----- | ------- |
| Кількість осіб: | 1210  | 1212    |
| Різниця:        |       | +0,16 % |